# Papilio andronicus
Papilio andronicus är en fjärilsart som beskrevs av Ward 1871. Papilio andronicus ingår i släktet Papilio och familjen riddarfjärilar.
Artens utbredningsområde är Kamerun. Inga underarter finns listade i Catalogue of Life.

## Bildgalleri

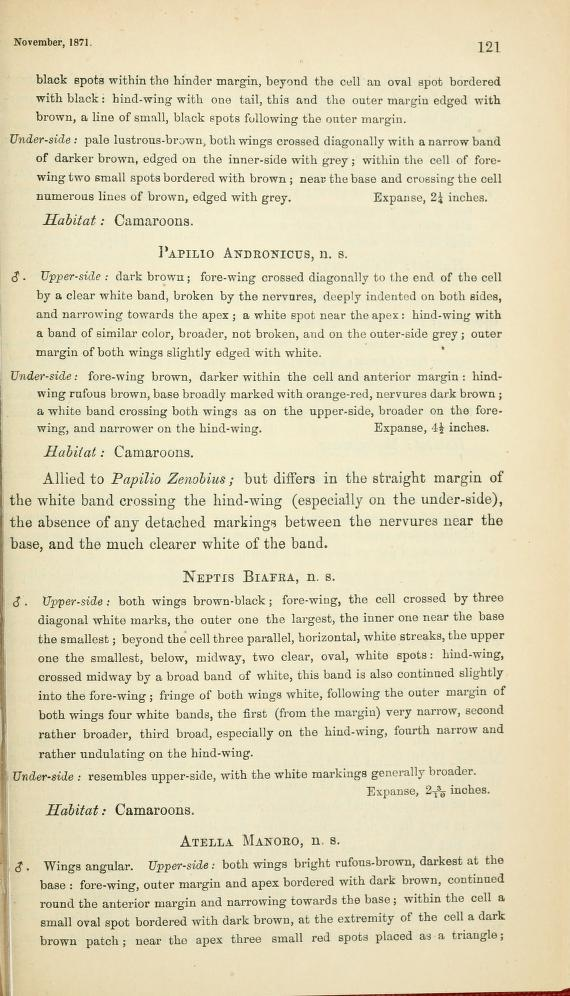